# Białogórzynko
Białogórzynko (niem. Neubulgrin) – osada w Polsce położona w województwie zachodniopomorskim, w powiecie białogardzkim, w gminie Białogard. W latach 1975–1998 osada należała do województwa koszalińskiego. W roku 2007 osada liczyła 94 mieszkańców. Osada wchodzi w skład sołectwa Białogórzyno, najbardziej na północ położona miejscowość gminy.

## Geografia
Osada leży ok. 2 km na północ od Białogórzyna, ok. 300 m od rzeki Radew.

## Historia
W połowie XIX wieku Białogórzynko należało do majątku Białogórzyno. W początkach XX wieku folwark wyodrębniono jak samodzielny majątek. W 1928 r. należał do Roberta Harmela.

## Zabytki i ciekawe miejsca
Na zabudowania folwarczne składa się:
- dom zarządcy - murowany budynek zwrócony fasadą na południe, obecnie częściowo przebudowany
- budynki gospodarcze ustawione wzdłuż dłuższych boków prostokątnego podwórza

Stopień wodny, który ma za zadanie spowolnić bieg rzeki Radew.

## Gospodarka
Na rzece Radwi zlokalizowana jest hodowla pstrąga. 

## Komunikacja
Najbliższy przystanek komunikacji autobusowej znajduje się w Stajkowie.